# Чирвоная Кветка (Речицкий район)
Чирвоная Кветка (бел. Чырвоная Кветка) — посёлок в Солтановском сельсовете Речицкого района Гомельской области Белоруссии.

## География

### Расположение
В 25 км на запад от Речицы, 9 км от железнодорожной станции Демехи (на линии Гомель — Калинковичи), 75 км от Гомеля.

### Гидрография
На реке Шибенка (приток реки Днеприк).

## Транспортная сеть
Рядом автодорога Светлогорск — Речица. Планировка состоит из 2 коротких, параллельных между собой меридиональной ориентации улиц, к которым на севере присоединяется короткая прямолинейная улица. Застройка деревянная, неплотная, усадебного типа.

## История
Основан в 1920-х годах переселенцами из соседних деревень на бывших помещичьих землях. Во время Великой Отечественной войны в июне 1943 года оккупанты полностью сожгли посёлок. 12 жителей погибли на фронте. Согласно переписи 1959 года в составе учхоза СПТУ-178 (центр — деревня Старокрасное).
До 31 июля 2007 года в составе Демеховского сельсовета.

## Население

### Численность
- 2004 год — 25 хозяйств, 55 жителей.

### Динамика
- 1930 год — 2 двора, 16 жителей.
- 1940 год — 30 дворов, 170 жителей.
- 1959 год — 217 жителей (согласно переписи).
- 2004 год — 25 хозяйств, 55 жителей.